# تويوتا مارك 2
تويوتا مارك 2 هي سيارة مدمجة من صناعة شركة تويوتا، أنتجت في 1968.